# 尤里卡·布爾雅特
尤里卡·布爾雅特（1986年9月19日—）是一位克羅地亞足球運動員。在場上的位置是後衛。他現在效力於白俄羅斯足球超級聯賽球隊BATE。他也代表克羅地亞國家足球隊參賽。